# Lycianthes dominicana
Lycianthes dominicana är en potatisväxtart som beskrevs av Julius Sterling Morton och Standley. Lycianthes dominicana ingår i Himmelsögonsläktet som ingår i familjen potatisväxter. Inga underarter finns listade i Catalogue of Life.